# Jocelyn Gourvennec
Pour les articles homonymes, voir Gourvennec.
Jocelyn Gourvennec, né le 22 mars 1972 à Brest dans le Finistère, est un ancien joueur de football français, reconverti en entraîneur. Durant sa carrière de joueur professionnel, entre 1991 et 2006, il a évolué au poste de milieu de terrain. 
Formé au FC Lorient, il joue ensuite notamment au Stade rennais, au FC Nantes, à l'Olympique de Marseille et au SC Bastia. Il termine sa carrière professionnelle en 2006 au Clermont Foot.
Reconverti entraîneur en 2008, il dirige pendant deux ans La Roche VF avant de prendre en 2010 la direction d'En Avant de Guingamp, en National. En trois ans il fait remonter son équipe en Ligue 1 et remporte la Coupe de France en 2014.
En mai 2016, il s'engage au Football Club des Girondins de Bordeaux et est licencié le 18 janvier 2018. Dix mois plus tard, il fait son retour sur le banc de l'En Avant de Guingamp avant de quitter le club à l'issue de la saison 2018-2019.
Le 5 juillet 2021, il est nommé entraineur du LOSC Lille en remplacement de Christophe Galtier parti vers l'OGC Nice.
Le 1er août 2021, il remporte le Trophée des Champions à Tel-Aviv face au Paris Saint-Germain. Par la suite, il qualifie le LOSC en huitièmes de finale de la Ligue des Champions en finissant 1er de son groupe constitué du FC Seville, Wolfsburg et Salzbourg.

## Biographie

### Carrière de joueur

#### Formation
Il commence le football au FC Lorient à 5 ans et y effectue toute sa formation. Vers 13 ans, il est repéré par des clubs professionnels, mais fait le choix de continuer sa formation à Lorient pour rester près de sa famille.
Après des débuts prometteurs en Division 2 à 16 ans en 1988 au FC Lorient, il est repéré en 1990 par Patrick Rampillon qui voit alors en lui un joueur de grand avenir, puis le recrute au Stade rennais en juillet 1991 où il signe comme stagiaire pro. Dès son arrivée, il pose la condition de pouvoir continuer ses études de STAPS à l'université de Rennes 2.

#### Débuts en professionnel (1991-1995)
Il est élu meilleur joueur de Ligue 2 en 1993-1994 et participe activement à la remontée du club en Ligue 1 en mai 1994. Après sa première saison pleine en Ligue 1 au cours de laquelle il devient capitaine et inscrit 9 buts, 

#### Passage au FC Nantes (1995-1998)
Gourvennec rejoint le Football Club Nantes Atlantique de Jean-Claude Suaudeau en 1995 après la victoire du FC Nantes en championnat. Immobilisé 5 mois dès le début de la saison 1995-1996 après une blessure aux ligaments croisés du genou, il atteint avec Nantes les demi-finales de la Ligue des Champions, éliminés par le futur vainqueur la Juventus (0-2, 3-2). Il marquera en championnat 24 buts en 3 saisons pour le FC Nantes.

#### L’épopée marseillaise (1998-1999)
Gourvennec est ensuite recruté par l'Olympique de Marseille en juillet 1998. Même si l'entraîneur phocéen Rolland Courbis ne lui fait pas toujours confiance en tant que titulaire, Gourvennec réalise une bonne saison avec l'OM finaliste de la Coupe de l'UEFA (défaite 3-0 face à Parme) et vice-champion de France.

#### De Montpellier à Bastia (1999-2004)
Après un bref passage de quatre mois à Montpellier, Gourvennec retourne au Stade rennais en janvier 2000, alors entraîné par Paul Le Guen. Deux ans et demi après, en juillet 2002, il prend la direction de Bastia pour ses deux dernières saisons en Ligue 1 sous la conduite de Gérard Gili où il joue 64 matchs toutes compétitions confondues (60 en Ligue 1) pour 3 buts marqués. Il joue parfois au poste de milieu récupérateur, où il réalise ses meilleurs matchs sous le maillot bastiais grâce à ses qualités d'organisateur de jeu.

#### Fin de carrière en professionnel (2004-2006)
Il finit sa carrière professionnelle par deux saisons en Ligue 2, à Angers SCO et à Clermont Foot. Il prend sa retraite de joueur professionnel le 13 juillet 2006.

#### Fin de carrière en amateur (2006-2007)
Installé à Nantes, il joue deux saisons en Division d'Honneur comme amateur à Rezé tout en étant consultant sur Canal+ ainsi que pour le mensuel "Foot Rennes".

### Carrière d’entraîneur et de consultant

#### Débuts à Roche-sur-Yon Vendée Football (2008-2010)
En juillet 2008, il commence sa carrière d'entraîneur en s'engageant avec La Roche Vendée Football (DH) tout en suivant sa formation au diplôme d'entraîneur professionnel de football (DEPF) à la FFF, diplôme qu'il obtient en mai 2010.

#### Remontée en Ligue 2, montée en Ligue 1, puis premier trophée avec Guingamp (2010-2016)
Le 17 mai 2010, Noël Le Graët, le président d'En Avant de Guingamp, sur les conseils de Francis Smerecki, le nomme entraîneur en remplacement de Victor Zvunka du club relégué en National. Un an plus tard, le club retrouve la Ligue 2 à l’issue de la 42e et dernière journée à Rouen (victoire 3-1).
Après 2 saisons en Ligue 2, le 17 mai 2013, il permet cette fois au club de retrouver la Ligue 1 après neuf ans d'absence en terminant deuxième du championnat derrière l'AS Monaco. Cette performance lui vaut d'être élu meilleur entraîneur de Ligue 2. En novembre de la même année, il est élu meilleur sportif de l'Ouest de l'année 2013 par le quotidien Ouest-France.
Pour son retour en Ligue 1, après un maintien acquis à 2 matchs de la fin de championnat, l’EAG remporte sous ses ordres la Coupe de France 2014 en battant en finale le Stade Rennais sur le score de deux buts à zéro. Lors de la saison suivante, le club atteint les seizièmes de finale de la Ligue Europa et la demi-finale de la Coupe de France. En championnat, En Avant de Guingamp termine à la dixième place.

#### Nouveau challenge avec Bordeaux (2016-2018)
Le 27 mai 2016, Jocelyn Gourvennec s'engage avec les Girondins de Bordeaux. Après une bonne première saison terminée à la 6e place, il accède aux tours préliminaires de la Ligue Europa. Il est nommé alors dans la liste des meilleurs entraîneurs de la saison de Ligue 1 aux côtés de Leonardo Jardim, Lucien Favre et Unai Emery.
La seconde saison s'avère plus compliquée. Le mercato est marqué par l'arrivée de nombreux joueurs (De Préville, Lerager, Costil, Cafu,  Otavio) et par le départ de joueurs cadres dont Carrasso, Rolan et Pallois. Après un bon début de saison en championnat, il connait une crise de résultats à partir du mois de septembre, dont notamment une défaite 6-2 au Parc des Princes contre le PSG. Il est relevé de ses fonctions le 18 janvier 2018 à la suite d'un nouveau revers lors de la réception du SM Caen (0-2).
Le 2 septembre 2018, il fait son retour sur la scène médiatique en intégrant comme consultant l’équipe du Canal Football Club sur Canal +.

#### Retour aux sources à Guingamp (2018-2019)
Le 12 novembre 2018, il est de retour à Guingamp deux ans et demi après son départ, en remplacement d'Antoine Kombouaré qui vient d'être limogé alors que l'équipe bretonne est lanterne rouge de Ligue 1 avec 7 points en 13 matchs. Le redressement de l’équipe est manifeste. Guingamp élimine Nice, le Paris SG et Monaco pour jouer la finale de Coupe de la Ligue le 30 mars 2019 contre Strasbourg (0-0, défaite aux tirs au but). Guingamp est malgré tout relégué en Ligue 2 en mai 2019. Le 22 mai, il annonce sa décision de cesser sa collaboration avec Guingamp.

#### Consultant chez Canal+ et CDES de Limoges (2019-2021)
Lors de la rentrée 2019, il s'inscrit à la formation de manager général de club sportif professionnel dispensée par le Centre de droit et d'économie du sport de Limoges et réintègre l'équipe du Canal Football Club sur Canal+.

#### Première expérience en LDC avec Lille (2021-2022)
Le 5 juillet 2021, il devient pour deux saisons le nouvel entraîneur du LOSC Lille, champion de France en titre.
Pour son premier match officiel à la tête des Dogues, il remporte le Trophée des champions 2021, en battant le PSG 1-0 sur un but de Xeka.
Malgré un début de saison mitigé en Ligue 1 (1 victoire seulement sur les 6 premiers matchs de championnat), il finit premier de sa poule en LDC, ce qui constitue une première dans l’histoire du LOSC. Le club nordiste est donc qualifié pour les 8e de finale de LDC, ce qui n’était plus arrivé depuis la saison 2006/2007.
La seconde partie de saison est marquée par ce 8e de finale de Ligue des champions face au tenant du titre Chelsea (défaites 2-0 et 1-2). En Ligue 1, les Dogues finissent la saison 2021-2022 à la 10e place, loin d'une qualification européenne, sanction de leur irrégularité.
le 16 juin, un peu moins d'un mois après le terme de la saison, le club annonce la fin de sa collaboration avec l'entraîneur finistérien. Son contrat de 2 ans est rompu à l'amiable.

#### Retour à Canal+ (2023)
En août 2023, il fait partie des quatre candidats officiels au poste de sélectionneur de l'équipe de France espoirs pour succéder à Sylvain Ripoll mais le poste revient à Thierry Henry. En septembre, il redevient consultant pour Canal+.

#### FC Nantes (2023-2024)
Fin novembre 2023, il est nommé entraineur du FC Nantes pour remplacer Pierre Aristouy, qui vient d’être démis de ses fonctions. Il signe un contrat jusqu’à la fin de la saison, avec une saison de plus en option. Le 17 mars 2024, il est licencié après 13 matchs de Ligue 1, pour un bilan de 3 victoires, 1 nul et 9 défaites.

#### Nouveau challenge au Servette FC (depuis 2025)
Le 11 août 2025, il est nommé à la tête du Servette FC suite au licenciement de Thomas Häberli (l'intérim a été assuré par Alexandre Alphonse et Bojan Dimic),, club qui évolue en Super League et qui connait un début de saison compliqué 1 point en 6 matchs,.

## Statistiques

### Joueur
| Saison              | Pays   | Club                   | Championnat | Championnat | Championnat | Coupe de France | Coupe de France | Coupe de la Ligue | Coupe de la Ligue | Coupe d’Europe | Coupe d’Europe | Coupe d’Europe | TOTAL  | TOTAL |
| Saison              | Pays   | Club                   | Division    | Matchs      | Buts        | Matchs          | Buts            | Matchs            | Buts              | Coupe          | Matchs         | Buts           | Matchs | Buts  |
| ------------------- | ------ | ---------------------- | ----------- | ----------- | ----------- | --------------- | --------------- | ----------------- | ----------------- | -------------- | -------------- | -------------- | ------ | ----- |
| 1987-1988           | France | FC Lorient             | Division 2  | 1           | 1           | 0               | 0               | -                 | -                 | -              | -              | -              | 1      | 1     |
| 1988-1989           | France | FC Lorient             | Division 3  | 4           | 1           | 2               | 1               | -                 | -                 | -              | -              | -              | 6      | 2     |
| 1989-1990           | France | FC Lorient             | Division 2  | 12          | 0           | -               | -               | -                 | -                 | -              | -              | -              | 12     | 0     |
| 1990-1991           | France | FC Lorient             | Division 3  | 32          | 10          | 1               | 1               | -                 | -                 | -              | -              | -              | 33     | 11    |
| 1991-1992           | France | Stade rennais          | Division 1  | 5           | 0           | 0               | 0               | -                 | -                 | -              | -              | -              | 5      | 0     |
| 1992-1993           | France | Stade rennais          | Division 2  | 28          | 12          | 3               | 2               | -                 | -                 | -              | -              | -              | 31     | 14    |
| 1993-1994           | France | Stade rennais          | Division 2  | 40          | 14          | 3               | 0               | -                 | -                 | -              | -              | -              | 43     | 14    |
| 1994-1995           | France | Stade rennais          | Division 1  | 36          | 9           | 1               | 0               | 2                 | 0                 | -              | -              | -              | 39     | 9     |
| 1995-1996           | France | FC Nantes              | Division 1  | 19          | 1           | 2               | 2               | 1                 | 0                 | C1             | 4              | 0              | 26     | 3     |
| 1996-1997           | France | FC Nantes              | Division 1  | 37          | 11          | 1               | 0               | 2                 | 2                 | CI             | 5              | 3              | 45     | 16    |
| 1997-1998           | France | FC Nantes              | Division 1  | 33          | 12          | 2               | 0               | 1                 | 0                 | C3             | 2              | 1              | 38     | 13    |
| 1998-1999           | France | Olympique de Marseille | Division 1  | 23          | 5           | 2               | 0               | 1                 | 0                 | C3             | 3              | 0              | 29     | 5     |
| 1999-août 1999      | France | Olympique de Marseille | Division 1  | 0           | 0           | -               | -               | -                 | -                 | -              | -              | -              | 0      | 0     |
| août 1999-déc. 1999 | France | Montpellier HSC        | Division 1  | 7           | 0           | -               | -               | -                 | -                 | C3             | 2              | 0              | 9      | 0     |
| déc. 1999-2000      | France | Stade rennais          | Division 1  | 9           | 0           | 3               | 1               | -                 | -                 | -              | -              | -              | 12     | 1     |
| 2000-2001           | France | Stade rennais          | Division 1  | 31          | 3           | 1               | 2               | 1                 | 0                 | -              | -              | -              | 33     | 5     |
| 2001-2002           | France | Stade rennais          | Division 1  | 12          | 0           | 1               | 0               | 1                 | 0                 | CI             | 2              | 0              | 16     | 0     |
| 2002-2003           | France | SC Bastia              | Ligue 1     | 36          | 0           | 2               | 0               | -                 | -                 | -              | -              | -              | 38     | 0     |
| 2003-2004           | France | SC Bastia              | Ligue 1     | 24          | 1           | 1               | 0               | 1                 | 0                 | -              | -              | -              | 26     | 1     |
| 2004-2005           | France | SCO Angers             | Ligue 2     | 17          | 5           | 3               | 1               | -                 | -                 | -              | -              | -              | 20     | 6     |
| 2005-2006           | France | Clermont Foot          | Ligue 2     | 29          | 2           | -               | -               | -                 | -                 | -              | -              | -              | 29     | 2     |
|                     |        |                        | TOTAL       | 435         | 87          | 28              | 10              | 10                | 2                 |                | 18             | 4              | 491    | 103   |

### Entraîneur
- 2008-2010 : La Roche Vendée Football
- 2010-2016 : En Avant de Guingamp
- 2016-2018 : Football Club des Girondins de Bordeaux
- 2018-2019 : En Avant de Guingamp
- 2021-2022 : LOSC Lille
- 2023- 2024: FC Nantes

## Palmarès joueur

### En club
- Finaliste de la Coupe de l'UEFA en 1999 avec l'Olympique de Marseille
- Vice-champion de France en 1999 avec l'Olympique de Marseille

### En équipe de France
- 6 sélections et 1 but avec les Espoirs en 1993
- 3 sélections en A' entre 1993 et 1996
- Médaillé de bronze aux Jeux Méditerranéens en 1993

### Distinction individuelle
- Élu meilleur joueur de l'année de Division 2 en 1994

## Palmarès entraîneur

### En club
- Vainqueur du Trophée des Champions en 2021 avec le LOSC Lille
- Vainqueur de la Coupe de France en 2014 avec l'En Avant de Guingamp
- Finaliste de la Coupe de la Ligue en 2019 avec l'En Avant de Guingamp

### Distinction individuelle
- Élu meilleur entraîneur de l'année de Ligue 2 en 2013